# Шевченково (Коломыйский район)
Шевченково (укр. Шевченкове) — село в Заболотовской поселковой общине Коломыйского района Ивано-Франковской области Украины.
Население по переписи 2001 года составляло 424 человека. Занимает площадь 18,9 км². Почтовый индекс — 78324. Телефонный код — 03476.

## История
В 1946 году указом ПВС УССР село Альбиновка переименовано в Шевченково.